# Eyalet di Aidin
L'eyalet di Aidin (in turco:Eyalet-i Aydın) era un eyalet dell'Impero ottomano.

## Storia
Dopo che il corpo dei giannizzeri venne abolito nel 1826, la divisione amministrativa dell'impero subì profondi cambiamenti, e l'Eyalet di Anatolia venne diviso in quattro parti distinte, tra cui l'Eyalet di Aidin. Nel 1841 la capitale dell'Eyalet di Aidin venne spostata a Smirne, per poi essere riportata ad Aydın nel 1843. Tre anni più tardi, nel 1846, la capitale venne spostata a Smirne ancora una volta. Con l'adozione della legge dei vilayet nel 1864, l'eyalet venne ricreato come Vilayet di Aidin.

## Geografia antropica

### Suddivisioni amministrative
Sanjak dell'Eyalet di Aidin a metà del XIX secolo:
1. sanjak di Saruhan (Manisa)
2. sanjak di Sighala (Smirne)[3]
3. sanjak di Aydın
4. sanjak di Menteşe (Muğla)
5. sanjak di Denizli